# Manšetni gumb
Manšetni gumb je okrasna sponka, ki se uporablja za spenjanje obeh koncev manšete na moški ali ženski srajci.  
Sestavljata ga dve ploščici, povezani s kratko verižico. Spoj ploščice in verižice je prilagodljiv in se lahko obrača na vse strani, tako da nošenje le teh ni moteče. Manšeta ima na vsakem koncu po eno luknjo, kamor se vstavita ploščici, in to preprečuje razpiranje rokava. Ploščica, nameščena na zunanjo, vidnejšo stran manšete, je po navadi večja. Manšetni gumbi se uporabljajo le pri srajcah, ki imajo na rokavu luknje za gumbe, nimajo pa gumbov. Gre za parni dodatek oz. nakit, saj nikoli ne nosimo manšetnih gumbov le na enem rokavu, ampak vedno na obeh.

## Zgodovina manšenih gumbov
Prvi začetki manšetnih gumbov segajo v začetek 16. stoletja. Ti so sicer izgledali zelo enostavno. Prvi pravi razcvet pa so doživeli v času vladavine Ludvika XIV. Okrasili so jih z barvnim steklom in tako so poleg uporabne dobili še lepotno funkcijo. Čez čas so začeli uporabljati še druge, žlahtnejše materiale, kot so diamanti in zlato. Na njih pa so tudi vrezovali grbe in začetnice imen.
Danes je vloga manšetnih gumbov predvsem lepotna. Obstaja veliko različnih oblik iz različnih materialov. Večinoma se uporabljajo takrat, ko dogodki zahtevajo določeno stopnjo elegance. Do neke mere lahko manšetne gumbe označimo kot statusne simbole.